# ستيف وليامز (سياسي)
ستيف وليامز (بالإنجليزية: Steve Williams)‏ هو قاضي وسياسي أمريكي، ولد في 24 مايو 1951 في كولومبوس في الولايات المتحدة. حزبياً، نشط في الحزب الجمهوري. وقد انتخب عضو مجلس نواب أوهايو.